# Cidade de Deus (Río de Janeiro)
Cidade de Deus (en español: "Ciudad de Dios") es un barrio de la zona oeste de la ciudad de Río de Janeiro, Brasil. Ha sido considerada, durante mucho tiempo, como una de las zonas más peligrosas de la ciudad debido a los continuos enfrentamientos entre bandas dentro de la favela. La zona, en sus inicios, era un sub barrio de Jacarepaguá. Por decreto municipal se dispuso su separación y su calificación oficial como barrio. La totalidad de su extensión está ocupada por una favela, una de las más grandes y peligrosas de Río de Janeiro.
Limita con Jacarepaguá, Gardênia Azul, Freguesia y Taquara .  Con una población aproximada de 38 mil personas, Cidade de Deus tiene varios de los indicadores sociales más críticos del municipio a pesar de su cercanía con uno de los barrios más exclusivos de la ciudad: Barra da Tijuca . Su índice de desarrollo humano (IDH), en el año 2000, era de 0,751 colocándolo en el puesto 113 de entre las 126 regiones analizadas en la ciudad de Río de Janeiro. 

## Historia

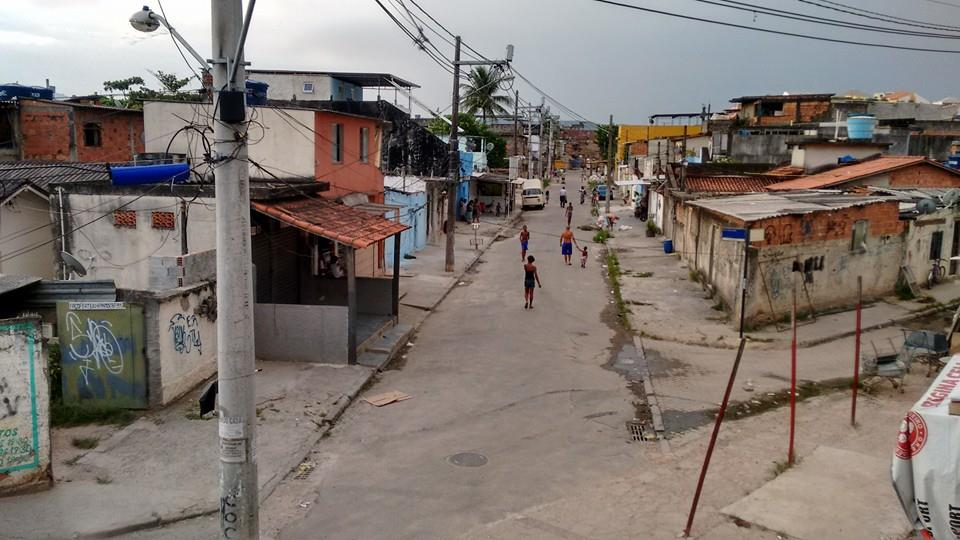
ciudad de dios

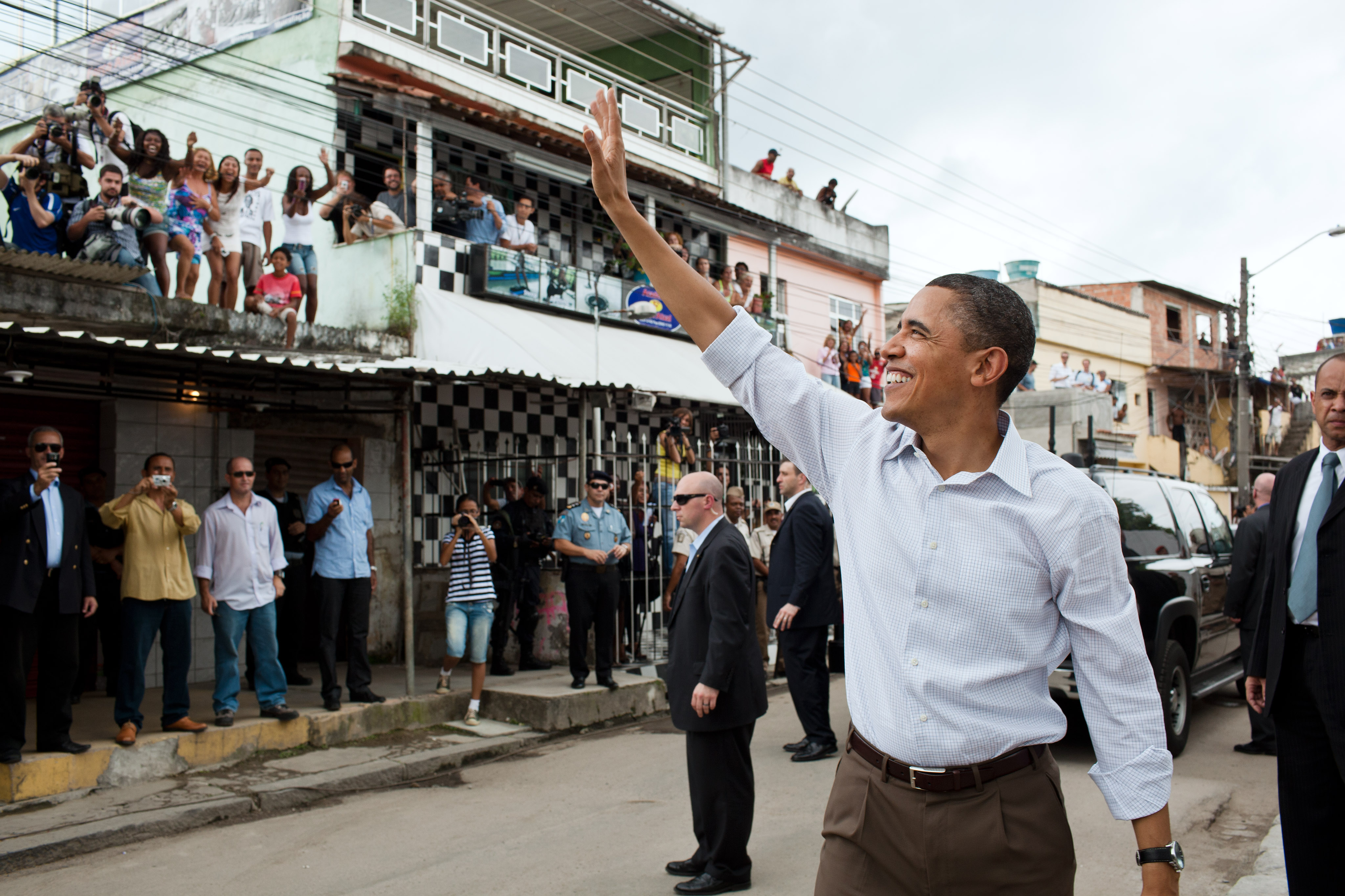
El entonces presidente de Estados Unidos, Barack Obama, visitando el barrio en 2011

Hasta el siglo XVI la zona estuvo habitada por los Tamoios. A fines de ese siglo, pasó a formar parte de la sesmaría de  Martim Correia de Sá y, posteriormente, fue ocupada por fincas que producían caña de azúcar, café y otros cultivos. En los años 1960, la zona recibió a personas provenientes de varias favelas de la ciudad expulsadas de ellas por las políticas aplicadas por el entonces gobernador del estado de Guanabara, Carlos Lacerda. Ello motivó la construcción de varios complejos de viviendas que impulsaron su urbanización. Sin embargo, el crecimiento pronto se volvió desordenado y la población ocupó tierras a orillas del Río Grande y su afluente Estiva.
En los años 1980, surgieron en la comunidad diversas asociaciones de vecinos, grupos de samba, grupos deportivos, de teatro, revistas, cineclubes, iglesias activas, grupos de danza y movimientos negros . Entre 1981 y 1985, Cidade de Deus, como varias otras zonas de Jacarepaguá, se emancipó y comenzó a formar su propio barrio.  En 1997, la inauguración de la autopista Linha Amarela dividió el barrio en dos.  En 2002, el éxito de la película Ciudad de Dios colocó al barrio fuertemente en los medios de comunicación, reforzando el estigma de una comunidad violenta y peligrosa y fomentando una ola de prejuicios y discriminación .
A partir de 2003, varios procesos convergieron, constituyendo nuevas condiciones de organización y articulación con miras a transformar la realidad de la Ciudad de Dios. Luego de un intenso proceso de discusiones, surgió ese año el Comité Comunitario de Ciudad de Dios, que reunió a diferentes entidades locales con miras a superar el aislamiento y las divisiones que guiaron el accionar de estas organizaciones. En 2009, la favela pasó a ser atendida por la 2.ª UPP ( Unidad de Policía Pacificadora ).
El 20 de marzo de 2011, Cidade de Deus recibió la ilustre visita del entonces presidente de los Estados Unidos, Barack Obama, acompañado por el entonces gobernador del estado de Río de Janeiro, Sérgio Cabral Filho y el entonces alcalde de la ciudad, Eduardo Paes, que dio a conocer el barrio a nivel mundial. Barack Obama jugó al fútbol con algunos niños y vio espectáculos de baile rápido, capoeira, grafitis y fútbol.

## Subdivisiones
Las subdivisiones de Cidade de Deus son:
- quince (15)
- trece (13)
- Kárate
- Apés
- Pantanal
- Lámina
- Guaraníes
- Ocio